# 韦拉诺波利斯
韦拉诺波利斯是巴西南大河州的一个市镇。总面积289.432平方公里，总人口23904人，人口密度82.6人/平方公里。